# River Song
River Song (urodzona jako Melody Pond) – postać fikcyjna związana z brytyjskim serialem science-fiction pt. Doktor Who, w którą wcieliła się Alex Kingston. Dodatkowo, we wcześniejszych wcieleniach River grały również Sydney Wade, Nina Toussaint-White i Maya Glace-Green.
River była towarzyszką oraz żoną jedenastego Doktora. W historii Cisza w bibliotece / Las zmarłych z 2008 pojawia się również z dziesiątą inkarnacją Doktora, natomiast w odcinku Mężowie River Song z 2015 pojawia się z dwunastym Doktorem. Postać nieregularnie pojawiała się w latach 2008-2015, łącznie występując w 15 odcinkach, składających się na 10 historii.

## Życiorys
River Song pojawia się po raz pierwszy w odcinku Cisza w bibliotece, gdzie przedstawia się jako profesor. Podobnie jak Doktor, podróżuje w czasie, jednak spotykają się w odwrotnej kolejności - to, co dla River jest przeszłością, jest przyszłością dla Doktora. Dlatego rozmawiając między sobą, często używają wyrażenia spoilers. Spotkanie w bibliotece jest więc dla River ostatnim - zostaje wysłana przez Doktora do rzeczywistości wirtualnej. 
Choć na początku postać jest dla widzów tajemnicą, jej sekrety są stopniowo odkrywane. W odcinku Dobry człowiek idzie na wojnę dowiadujemy się, że jest ona córką towarzyszy Doktora, Amy Pond i Rory'ego Williamsa, poczętą na pokładzie TARDIS co dało jej niektóre przywileje Władców Czasu, m.in. zdolność regeneracji. W odcinku Zabijmy Hitlera, River wykorzystała jednak całą swą energię regeneracyjną by ratować Doktora. Jej pierwotne imię brzmiało Melody Pond (melodia stawu), jednak członkowie obcej cywilizacji zmienili je na River Song (piosenka rzeki), ponieważ na ich planecie nie ma stawów.
Krótko po narodzeniu została wysłana do LI wieku, gdzie się wychowała. Po pewnym czasie wróciła do XX stulecia gdzie przedstawiała się jako Mels i została koleżanką Amy (która nie wiedziała, że jest to jej córka).
River Song prezentuje prowokacyjny wizerunek, często nosząc duże dekolty i wypowiadając się zadziornie, zwłaszcza w stosunku do postaci stanowiących zagrożenie. Wiadomo, że w pewnym okresie była żoną Doktora, choć w odcinku Niemożliwy astronauta próbowała go zabić. Jako jedna z niewielu zna jego prawdziwe imię.

## Występy

### Telewizyjne
| Historia                                    | Historia                                  | Data premiery             | Źródło               |
| Nazwa polska                                | Nazwa oryginalna                          | Data premiery             | Źródło               |
| Seria 4 (2008)                              | Seria 4 (2008)                            | Seria 4 (2008)            | Seria 4 (2008)       |
| ------------------------------------------- | ----------------------------------------- | ------------------------- | -------------------- |
| Cisza w bibliotece Las zmarłych             | Silence in the Library Forest of the Dead | 31 maja – 7 czerwca 2008  | [ 10 ] [ 11 ] [ 3 ]  |
| Seria 5 (2010)                              |                                           |                           |                      |
| Czas Aniołów Kamienne ciała                 | The Time of Angels Flesh and Stone        | 24 kwietnia – 1 maja 2010 | [ 12 ] [ 13 ] [ 14 ] |
| Otwarcie Pandoriki Wielki Wybuch            | The Pandorica Opens The Big Bang          | 19 – 26 czerwca 2010      | [ 15 ] [ 16 ] [ 4 ]  |
| Seria 6 (2011)                              |                                           |                           |                      |
| Niemożliwy astronauta Lądowanie na Księżycu | The Impossible Astronaut Day of the Moon  | 23 – 30 kwietnia 2011     | [ 17 ] [ 18 ] [ 5 ]  |
| Dobry człowiek idzie na wojnę               | A Good Man Goes to War                    | 4 czerwca 2011            | [ 19 ] [ 6 ]         |
| Zabijmy Hitlera                             | Let's Kill Hitler                         | 27 sierpnia 2011          | [ 20 ] [ 7 ]         |
| Godzina zamknięcia                          | Closing Time                              | 24 września 2011          | [ 21 ] [ 22 ]        |
| Ślub River Song                             | The Wedding of River Song                 | 1 października 2011       | [ 23 ] [ 8 ]         |
| Seria 7 (2012–13)                           |                                           |                           |                      |
| Anioły na Manhattanie                       | The Angels Take Manhattan                 | 29 września 2012          | [ 24 ] [ 25 ]        |
| Imię Doktora                                | The Name of the Doctor                    | 18 maja 2013              | [ 26 ] [ 9 ]         |
| Odcinek specjalny (2015)                    |                                           |                           |                      |
| Mężowie River Song                          | The Husbands of River Song                | 25 grudnia 2015           | [ 27 ]               |